# مايك ماكجينتي
مايك ماكجينتي (بالإنجليزية: Mike McGinty)‏ هو لاعب كرة قدم أمريكي في مركز حراسة المرمى، ولد في 17 أغسطس 1971 في سول في كوريا الجنوبية. لعب مع شيكاغو فاير.

## وصلات خارجية
- مايك ماكجينتي على موقع الدوري الأمريكي (الإنجليزية)
- مايك ماكجينتي على موقع قاعدة بيانات كرة القدم.إي يو (الإنجليزية)